# Bangladesh Premier League 2021/22 (Fußball)
Die Bangladesh Premier League 2021/22 war die 14. Saison der höchsten Spielklasse in Bangladesch. Es nahmen 12 Mannschaften teil. Die Saison startete am 3. Februar 2022 und endete am 2. August 2022. Meister wurden die Bashundhara Kings.

## Teilnehmende Mannschaften
| Teilnehmer |
| - Bangladesh Police FC - Bashundhara Kings - Chittagong Abahani Limited - Abahani Ltd. Dhaka - Mohammedan SC - Sheikh Jamal Dhanmondi Club - Muktijoddha Sangsad KC - Rahmatganj MFS - Saif Sporting Club - Sheikh Russel KC - Swadhinata KS (Aufsteiger) - Uttar Baridhara Club |

## Ausländische Spieler
| Mannschaft                  | Spieler 1               | Spieler 2             | Spieler 3              | Spieler 4              | Ehemalige Spieler                                             |
| --------------------------- | ----------------------- | --------------------- | ---------------------- | ---------------------- | ------------------------------------------------------------- |
| Bangladesh Police FC        | Danilo Quipapá          | Christian Kouakou Yao | Djedje Maximin Djawa   | Amiruddin Sharifi      | Denilson Adil Kouskous                                        |
| Bashundhara Kings           | Robinho                 | Miguel Figueira       | Nuha Marong Krubally   | Khaled Shafiei         | Stojan Vranješ Fernandes                                      |
| Chittagong Abahani Limited  | Kehinde Yisa Anifowoshe | Peter Ebimobowei      | Omid Popalzay          | Candy Augustine Agbane | William Twala                                                 |
| Abahani Ltd. Dhaka          | Dori                    | Raphael Augusto       | Milad Sheykh Soleimani | Daniel Colindres       |                                                               |
| Mohammedan SC               | Souleymane Diabate      | Ugochukwu Obi Moneke  | Jasmin Mecinovikj      | Aaron Reardon          |                                                               |
| Sheikh Jamal Dhanmondi Club | Solomon King Kanform    | Otabek Valizhonov     | Chijoke Alaekwe        | Musa Tachi Najare      | Sulayman Sillah Matthew Chinedu                               |
| Muktijoddha Sangsad KC      | Sudi Abdallah           | Aboubacar Camara      | Soma Otani             | Tetsuaki Misawa        | Ahmed Shamsaldin Younoussa Camara                             |
| Rahmatganj MFS              | Lancine Touré           | Philip Adjah          | Sunday Nwadialu        | Siyovush Asrorov       |                                                               |
| Saif Sporting Club          | Emeka Ogbugh            | Mfon Udoh             | Emery Bayisenge        | Asror Gofurov          |                                                               |
| Sheikh Russel KC            | Ayzar Akmatov           | Kpehi Didier Brossou  | Richard Gadze          | Ismahil Akinade        | Ailton Machado Thiago Amaral Esmaël Gonçalves                 |
| Swadhinata KS               | Reinaldo Viana          | Wallace Lima          | Ivan Marić             | Yuta Suzuki            | Nedo Turković Rafał Zaborowski Siamak Kouroshi Nodir Mavlonov |
| Uttar Baridhara Club        | Mostafa Kahraba         | Evgeniy Kochnev       | Saiddoston Fozilov     | Youssouf Mory Bamba    | Mahmoud Sayed                                                 |

Anmerkung: Spieler in fett kamen während der Saison.

## Tabelle
Stand: Saisonende 2021/22
| Pl. | Verein                      | Sp. | S  | U | N  | Tore    | Diff. | Punkte |
| --- | --------------------------- | --- | -- | - | -- | ------- | ----- | ------ |
| 1.  | Bashundhara Kings (M)       | 22  | 18 | 3 | 1  | 053:210 | +32   | 57     |
| 2.  | Abahani Ltd. Dhaka          | 22  | 14 | 5 | 3  | 055:220 | +33   | 47     |
| 3.  | Saif Sporting Club          | 22  | 11 | 4 | 7  | 058:370 | +21   | 37     |
| 4.  | Sheikh Jamal Dhanmondi Club | 22  | 9  | 8 | 5  | 034:310 | +3    | 35     |
| 5.  | Mohammedan SC               | 22  | 8  | 9 | 5  | 039:260 | +13   | 33     |
| 6.  | Sheikh Russel KC            | 22  | 8  | 7 | 7  | 035:310 | +4    | 31     |
| 7.  | Chittagong Abahani Limited  | 22  | 8  | 7 | 7  | 039:420 | −3    | 31     |
| 8.  | Bangladesh Police FC        | 22  | 8  | 6 | 8  | 029:320 | −3    | 30     |
| 9.  | Muktijoddha Sangsad KC      | 22  | 5  | 4 | 13 | 027:420 | −15   | 19     |
| 10. | Rahmatganj MFS              | 22  | 4  | 6 | 12 | 033:460 | −13   | 18     |
| 11. | Uttar Baridhara Club        | 22  | 3  | 5 | 14 | 024:280 | −4    | 14     |
| 12. | Swadhinata KS (N)           | 22  | 2  | 4 | 16 | 022:500 | −28   | 10     |

| Zum Saisonende 2021/22: |
|  Meister und Teilnahme an den Play-off-Spielen zur AFC Champions League 2023/24 Teilnahme an den Play-off-Spielen zur AFC Cup 2023/24 Stand-by-Mannschaft für den AFC Cup 2023/24 Abstieg in die Bangladesh Championship League |

## Torschützenliste
Stand: Saisonende 2021/22
| Platz | Spieler              | Mannschaft                  | Tore |
| ----- | -------------------- | --------------------------- | ---- |
| 1.    | Souleymane Diabate   | Mohammedan SC               | 21   |
| 2.    | Peter Ebimobowei     | Chittagong Abahani Limited  | 20   |
| 3.    | Dori                 | Abahani Ltd. Dhaka          | 18   |
| 4.    | Robinho              | Bashundhara Kings           | 13   |
| 5.    | Sunday Nwadialu      | Rahmatganj MFS              | 12   |
| 5.    | Emeka Ogbugh         | Saif Sporting Club          | 12   |
| 7.    | Mfon Udoh            | Saif Sporting Club          | 11   |
| 8.    | Daniel Colindres     | Abahani Ltd. Dhaka          | 11   |
| 9.    | Otabek Valizhonov    | Sheikh Jamal Dhanmondi Club | 9    |
| 10.   | Philip Adjah         | Rahmatganj MFS              | 8    |
| 10.   | Miguel Figueira      | Bashundhara Kings           | 8    |
| 10.   | Asror Gofurov        | Saif Sporting Club          | 8    |
| 10.   | Solomon King Kanform | Sheikh Jamal Dhanmondi Club | 8    |
| 14.   | Emery Bayisenge      | Saif Sporting Club          | 7    |
| 14.   | Matthew Chinedu      | Sheikh Jamal Dhanmondi Club | 7    |
| 14.   | Raphael Augusto      | Abahani Ltd. Dhaka          | 7    |

## Hattricks
Stand: Saisonende 2021/22
| Spieler            | Verein                      | Gegnerischer Verein        | Ergebnis | Datum            |
| ------------------ | --------------------------- | -------------------------- | -------- | ---------------- |
| Dori               | Abahani Ltd. Dhaka          | Rahmatganj MFS             | 3:0 (H)  | 13. Februar 2022 |
| Peter Ebimobowei   | Chittagong Abahani Limited  | Saif Sporting Club         | 3:3 (A)  | 24. Februar 2022 |
| Emeka Ogbugh       | Saif Sporting Club          | Swadhinata KS              | 5:1 (A)  | 1. März 2022     |
| Amredin Sharifi    | Bangladesh Police FC        | Swadhinata KS              | 4:2 (H)  | 7. März 2022     |
| Peter Ebimobowei   | Chittagong Abahani Limited  | Uttar Baridhara Club       | 4:2 (H)  | 17. März 2022    |
| Matthew Chinedu    | Sheikh Jamal Dhanmondi Club | Swadhinata KS              | 3:1 (A)  | 3. April 2022    |
| Souleymane Diabate | Mohammedan SC               | Chittagong Abahani Limited | 3:3 (H)  | 8. Mai 2022      |